# Lukáš Klein
Lukáš Klein (* 22. März 1998 in Spišská Nová Ves) ist ein slowakischer Tennisspieler.

## Karriere
Klein spielte ab 2013 auf der ITF Junior Tour. Er spielte dort bei allen vier Juniorausgaben der Grand-Slam-Turniere. Vor allem im Doppel war er dort erfolgreich. Er schaffte 2015 den Einzug ins Viertelfinale der US Open. Auch 2016 in Wimbledon stand er im Viertelfinale. Der größte Erfolg als Junior war das Finale im selben Jahr in Melbourne. Mit Patrik Rikl unterlagen sie den Lokalmatadoren Alex de Minaur und Blake Ellis, die im entscheidenden Match-Tie-Break 12:10 gewannen. In der Junior-Rangliste erreichte Klein nach dem Turnier seinen Höchstwert von Platz 23.
2016 begann er Turniere der Profis zu spielen, 2017 erreichte er auf der drittklassigen ITF Future Tour seine ersten drei Finals im Einzel. Im Doppel konnte er bis Ende des Jahres bereits drei Titel verbuchen. 2018 zog er im Einzel erstmals in die Top 500 der Tennisweltrangliste ein und gewann auch im Einzel seinen ersten Titel. 2019 gelang ihm ein Durchbruch im Einzel – 17 Matches und drei Futures konnte er in Folge gewinnen, zwei Titel folgten später im Jahr. Außerdem verzeichnete er erste Erfolge bei Turniere der ATP Challenger Tour. In Portorož zog er ins Viertelfinale ein, im Doppel stand er in Bratislava im Finale. Ende des Jahres stand er auf seinem Einzel-Karrierebestwert von Rang 303.
Im Jahr 2020 ging er noch häufiger bei Challengers an den Start und besiegte bei seinem ersten Lauf ins Halbfinales eines Challengers in Bratislava mit Emil Ruusuvuori erstmals einen Spieler der Top 100. Im Doppel kam es neben einem Future-Titel zudem zu seinem zweiten Finaleinzug, ebenfalls in Bratislava. Dort unterlag er mit seinem Partner Alex Molčan den Finnen Ruusuvuori und Harri Heliövaara. Im November des Jahres erreichte er jeweils seinen Höchstwert in der Rangliste mit einem Platz um 300.
Anfang 2021 gewann er im dritten Anlauf seinen ersten Challenger-Titel. Mit Molčan gewann er die Konkurrenz von Cherbourg.

## Erfolge
| Legende (Anzahl der Siege) |
| Grand Slam                 |
| ATP Finals                 |
| ATP Tour Masters 1000      |
| ATP Tour 500               |
| ATP Tour 250               |
| ATP Challenger Tour (6)    |

### Einzel

#### Turniersiege
| Nr. | Datum            | Turnier              | Belag         | Finalgegner      | Ergebnis         |
| --- | ---------------- | -------------------- | ------------- | ---------------- | ---------------- |
| 1.  | 29. Mai 2022     | Troisdorf            | Sand          | Zizou Bergs      | 6:2, 6:4         |
| 2.  | 9. Oktober 2022  | Alicante             | Hartplatz     | Nick Hardt       | 6:3, 6:4         |
| 3.  | 29. Oktober 2023 | St. Ulrich in Gröden | Hartplatz (i) | Maks Kaśnikowski | 6:74, 7:64, 7:66 |
| 4.  | 20. Juli 2025    | San Marino           | Sand          | Dino Prižmić     | 6:3, 6:4         |
| 5.  | 27. Juli 2025    | Zug                  | Sand          | Harold Mayot     | 6:2, 6:74, 6:4   |

### Doppel

#### Turniersiege
| Nr. | Datum            | Turnier   | Belag         | Partner     | Finalgegner                   | Ergebnis         |
| --- | ---------------- | --------- | ------------- | ----------- | ----------------------------- | ---------------- |
| 1.  | 13. Februar 2021 | Cherbourg | Hartplatz (i) | Alex Molčan | Antoine Hoang Albano Olivetti | 1:6, 7:5, [10:6] |